# Danish Open 2010
Il Danish Open 2010 è stato un torneo di tennis giocato sul cemento indoor. È stata la 1ª edizione del torneo, che quest'anno ha preso il nome di e-Boks Sony Ericsson Open per motivi di sponsorizzazione e che fa parte della categoria International nell'ambito del WTA Tour 2010. Si è giocato a Farum in Danimarca dal 2 all'8 agosto 2010.

## Partecipanti

### Teste di serie
| Giocatrice         | Nazionalità | Ranking* | Testa di serie |
| ------------------ | ----------- | -------- | -------------- |
| Caroline Wozniacki | Danimarca   | 3        | 1              |
| Li Na              | Cina        | 10       | 2              |
| Petra Kvitová      | Rep. Ceca   | 31       | 3              |
| Cvetana Pironkova  | Bulgaria    | 33       | 4              |
| Julia Görges       | Germania    | 42       | 5              |
| Polona Hercog      | Slovenia    | 48       | 6              |
| Klára Zakopalová   | Rep. Ceca   | 50       | 7              |
| Angelique Kerber   | Germania    | 53       | 8              |

- Ranking al 19 luglio 2010.

### Altre partecipanti
Giocatrici che hanno ricevuto una Wild card:
- Malou Ejdesgaard
- Kristýna Plíšková
- Katarina Srebotnik

Giocatrici passate dalle qualificazioni:
- Elena Bovina (as a Lucky Loser)
- Anna Čakvetadze
- Marta Domachowska
- Alexa Glatch
- Anna-Lena Grönefeld

## Campionesse

### Singolare
Caroline Wozniacki def.  Klára Zakopalová con il punteggio di 6–2, 7–6(5)
- È stato il 2º titolo dell'anno per Caroline Wozniacki, l'8° della carriera.

### Doppio
Julia Görges /  Anna-Lena Grönefeld hanno battuto in finale  Vitalija D'jačenko /  Tat'jana Puček con il punteggio di 6–4, 6–4